# Rumšiškės
Rumšiškės  ist ein Städtchen  und Zentrum des gleichnamigen Amtsbezirks (seniūnija) der Rajongemeinde Kaišiadorys in Litauen, gelegen zwischen Kaunasser Stausee und der Schnellstraße Vilnius-Kaunas in der Nähe von Kaunas. Wegen seiner prestigeträchtigen Lage am Wasser ist der Ort ein schnell wachsender Teil des Speckgürtels von Kaunas.

## Sehenswürdigkeiten
Der Ort ist bekannt für sein weitläufiges ethnographisches Freilichtmuseum (Litauisches Freilichtmuseum), das größte seiner Art in Litauen. Hier finden gut besuchte Veranstaltungen statt: besonders zu Fastnacht und zur Sonnenwende.
Einige Gebäude, darunter die Holzkirche, wurden 1959 vor der Flutung des Stausees Kaunasser Meer umgesetzt.

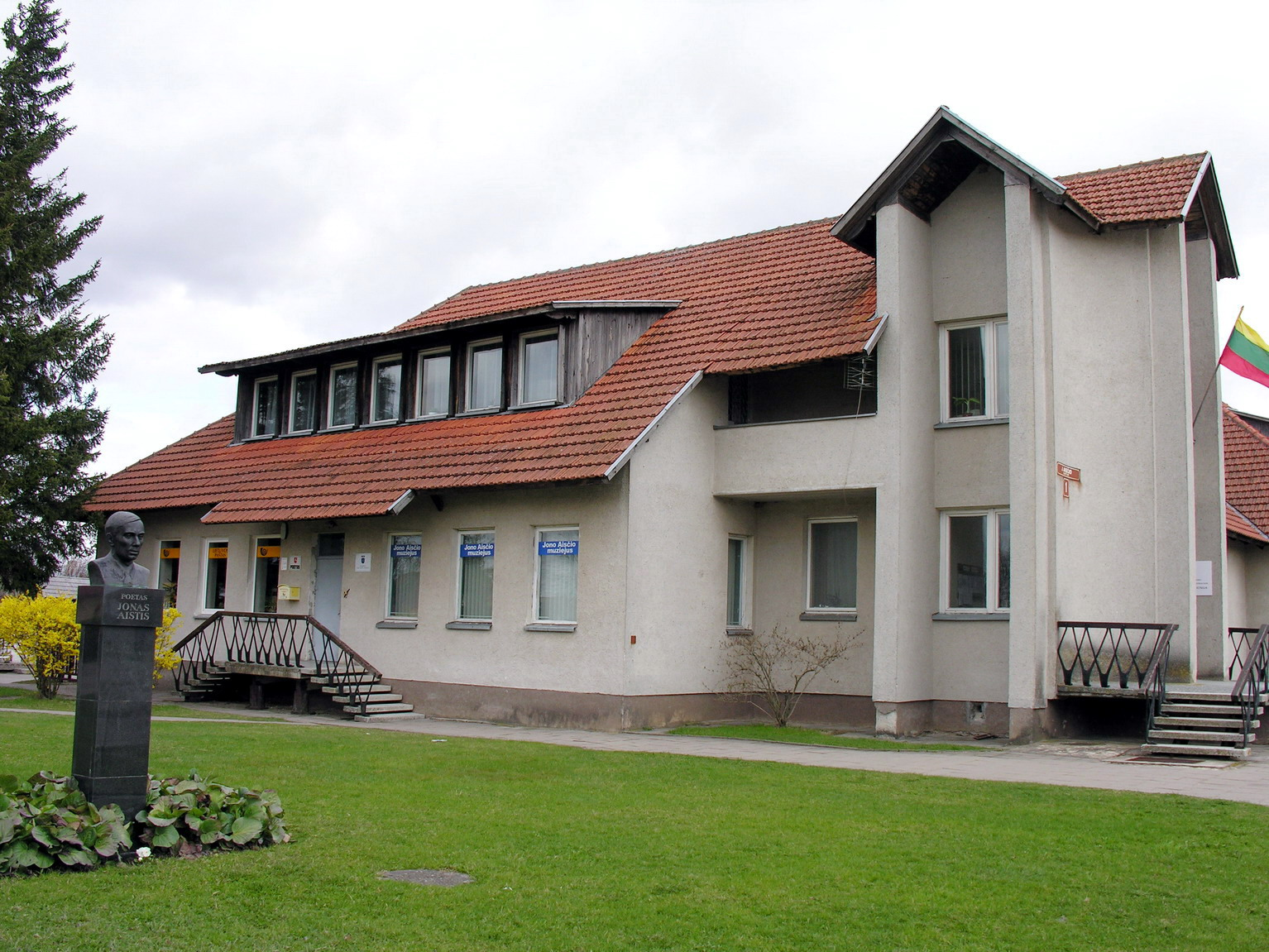
das Museum Jonas Aistis in Rumšiškės

## Freilichtmuseum
Einige Impressionen des Museums

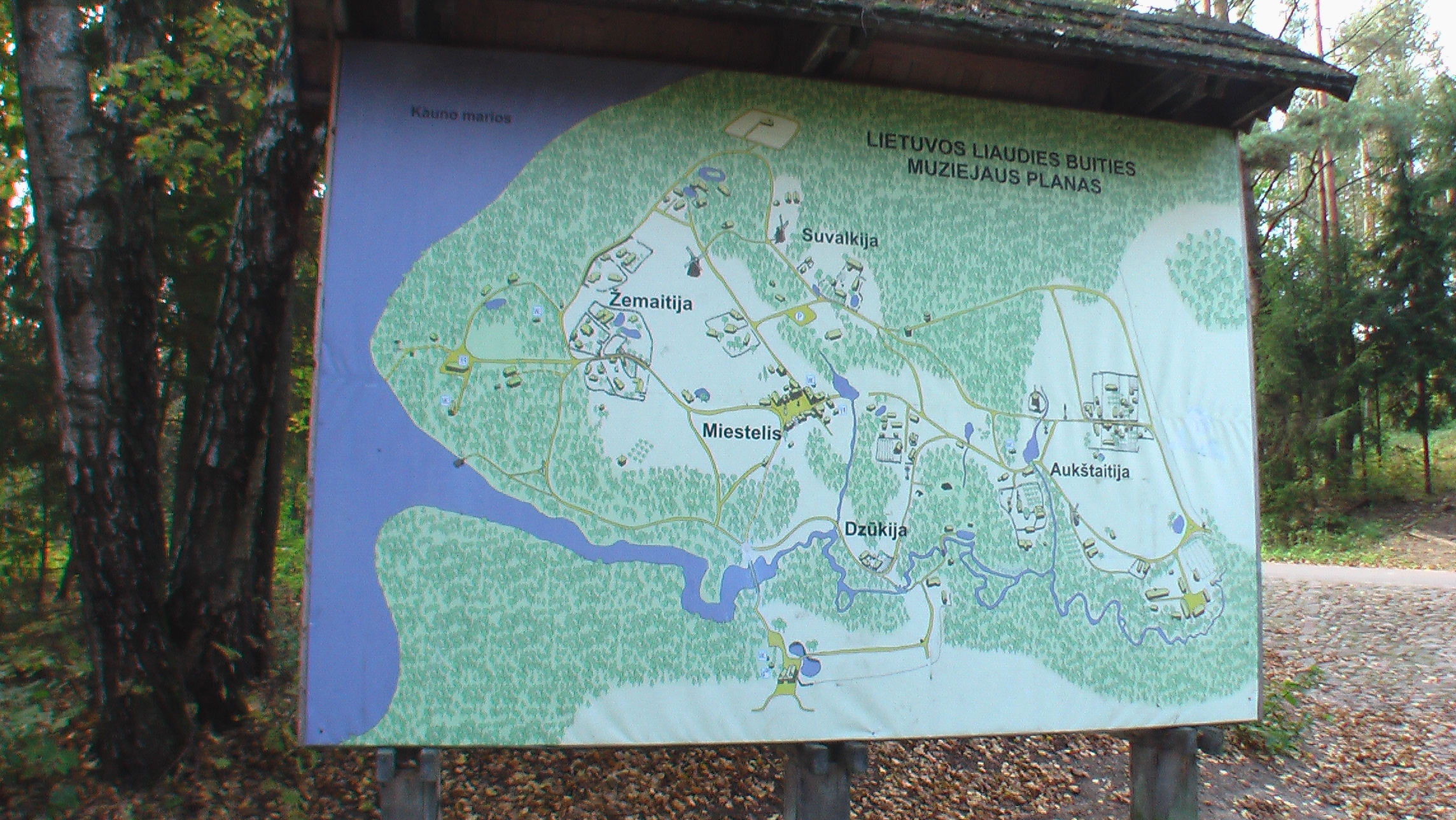
Übersichtskarte des Freilichtmuseums
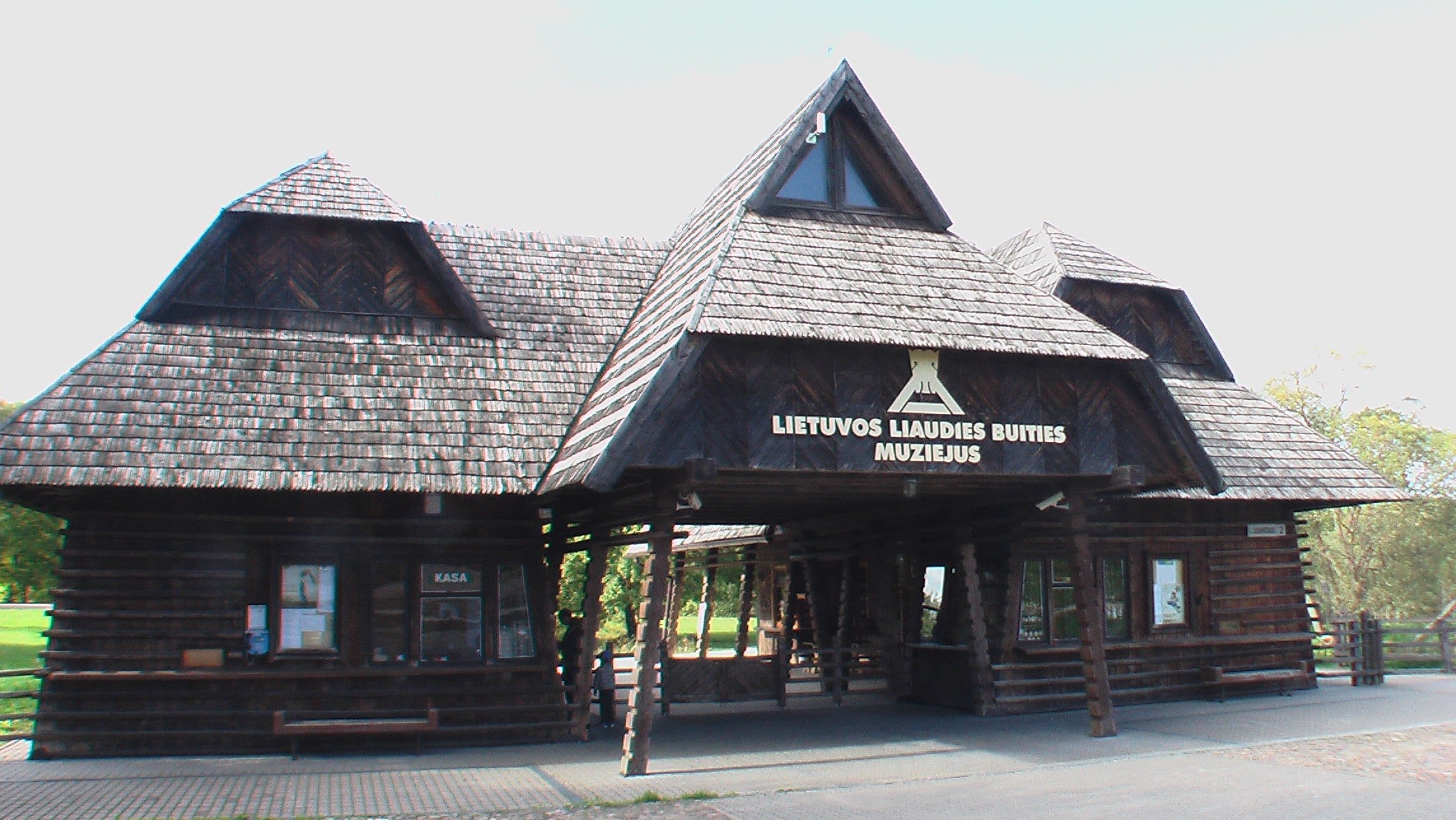
Eingang zum Freilichtmuseum
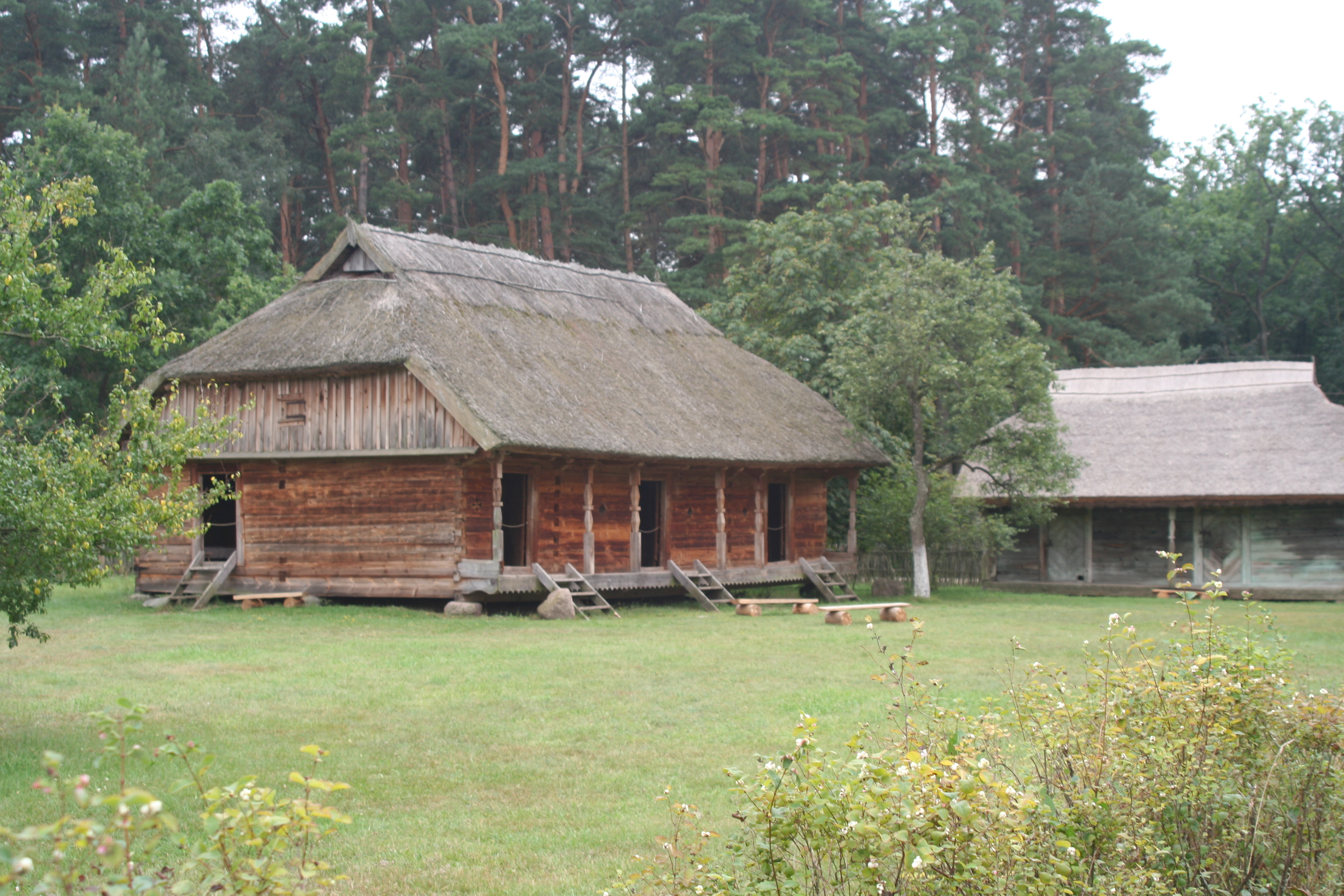
zwei historische…
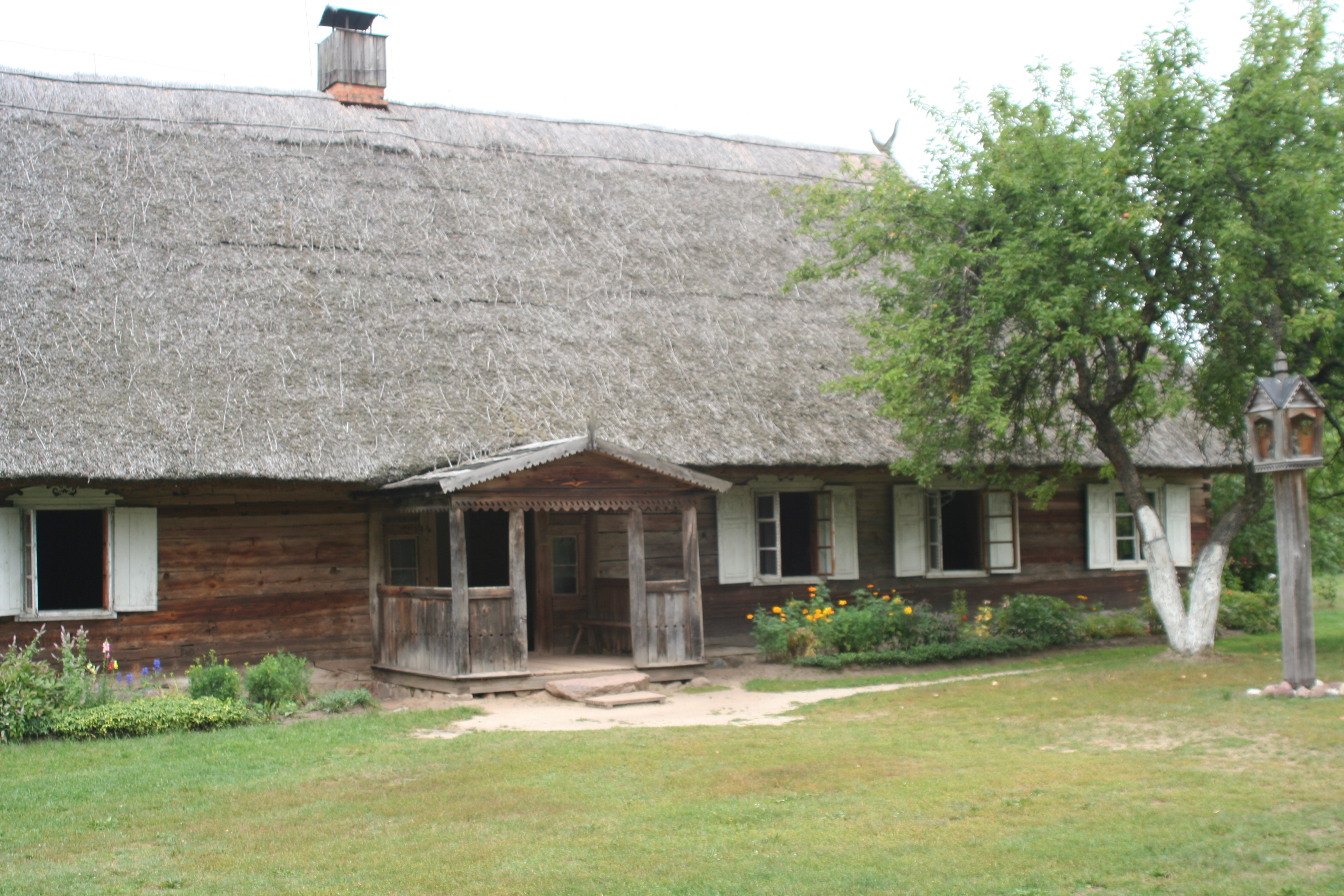
Bauernhöfe
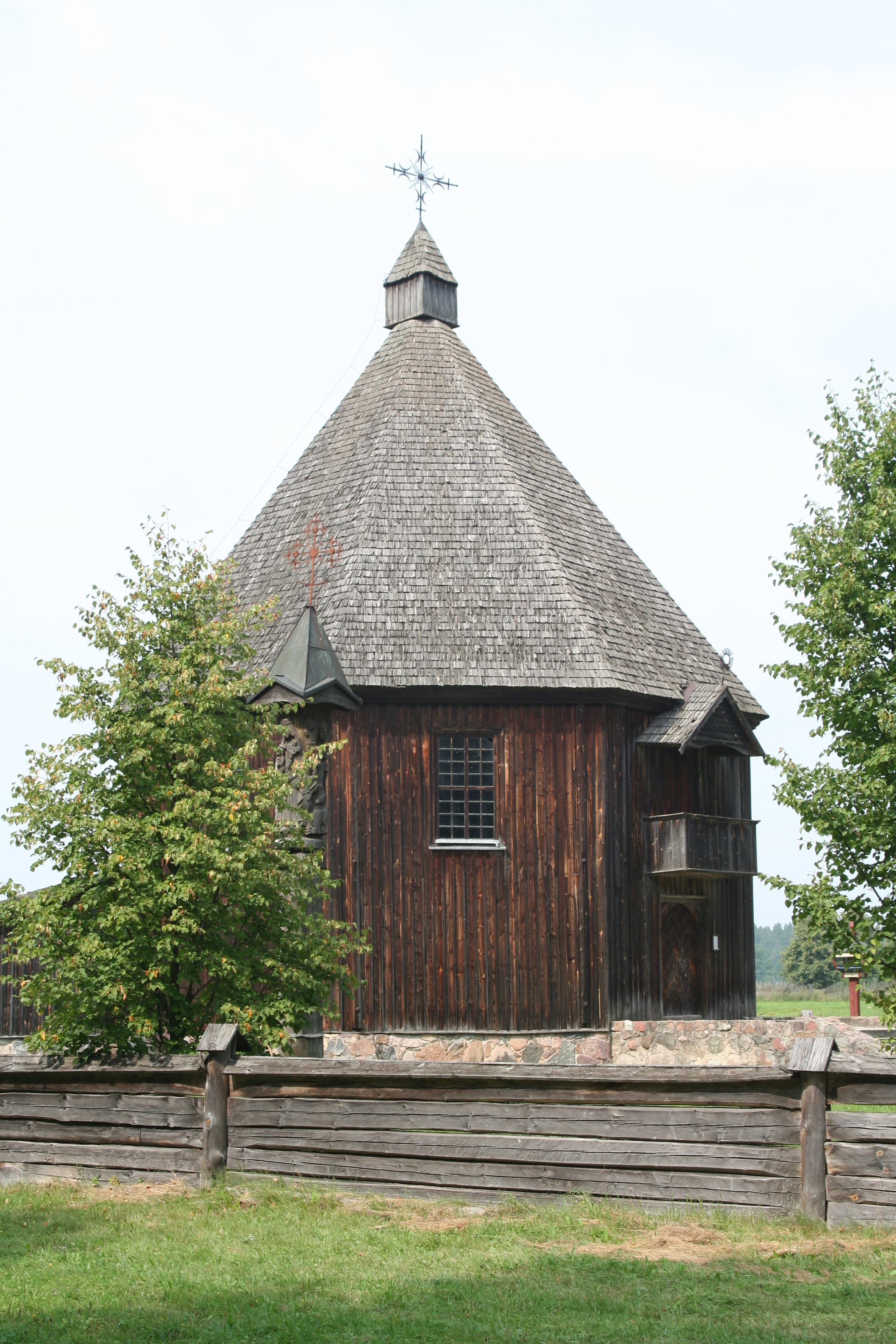
Holzkirche
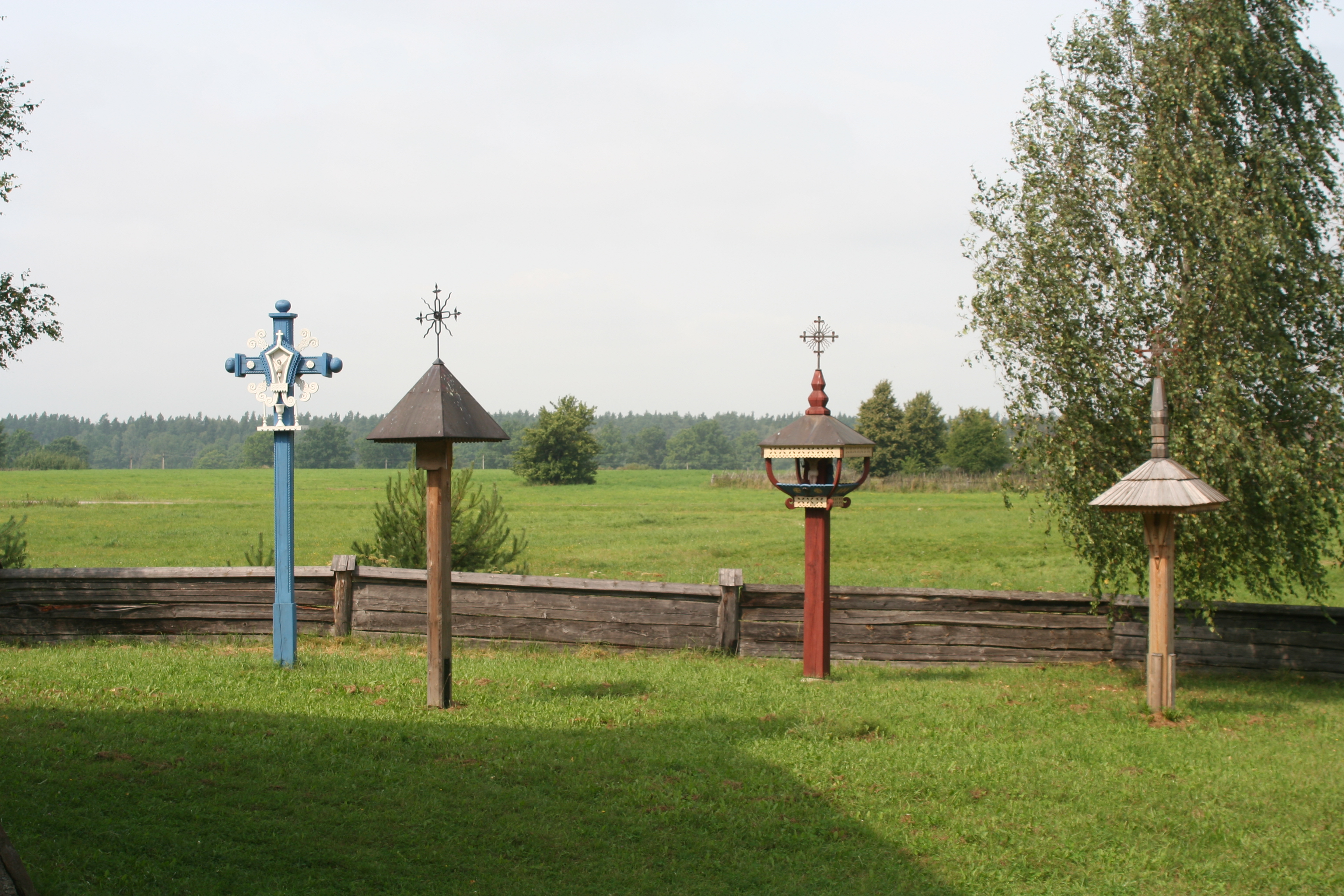
Grabstelen

## Personen
- Edita Gruodytė (* 1974), Rechtsanwältin, Rechtswissenschaftlerin, Professorin
- Rasa Šnapštienė  (* 1963), Vizebürgermeisterin von Kaunas